# 応答時間
応答時間（おうとうじかん）またはレスポンスタイム（英: Response time）は、工学やテクノロジーにおいて、システムや実行ユニットが入力を与えられてから反応するまでにかかる時間を指す。

## データ処理
データ処理におけるレスポンスタイムとは、エンドユーザーが知覚する以下のような時点間の間隔を意味する。
1. 操作者が端末からコンピュータが応答すべき要求を入力した時点
2. 端末にその応答の最初の文字が表示された時点

遠隔データシステムでのシステム応答時間は、問合せメッセージを送信完了した時点と、応答メッセージが問合せ発信地で受信され始めた時点の間隔である。

## リアルタイムシステム
リアルタイムシステムでのタスクやスレッドの応答時間は、ディスパッチ（タスクが実行可能となった時点）からそのジョブ（一回のディスパッチ）が完了する時点までに経過した時間と定義される。応答時間とWCET（worst-case execution time：最悪実行時間）は異なる。WCETは、あるタスクが妨害/干渉を受けないときにかかると予想される最長時間である。また、デッドラインとも異なる。デッドラインは、タスクがあるジョブを完了しなければならない予定時刻である。

## 液晶ディスプレイ
液晶ディスプレイは以下の2つの要素から遅延する。一般に、LSI内部での処理遅延の方が大きい。
- 内部処理遅延 - LSIでの処理
- 応答時間 - ピクセル毎の適切な色を表示するまでの時間

### 内部処理遅延
表示を鮮明にするなどの処理をテレビ向け液晶ディスプレイは行っているが、この計算にかかる時間により遅延が発生している。一般に2 - 10フレーム（30 - 170ms）程度の時間がかかっている。また、テレビのサイズが大きいほど、この遅延は大きくなる傾向がある。
これらはテレビで動画を再生する用途のために作られており、キーボード入力やアクションゲームにおいては障害になるため、ゲームモード（スルーモード）などを搭載しているテレビでは、これを0 - 4フレーム以下（70ms以下）に押さえることができる場合がある。また、パソコン用ディスプレイもキーボード入力の障壁となるため、遅延は小さくしてある。

### 応答時間

#### 黒→白→黒
液晶ディスプレイ（LCD）のピクセルのレスポンスタイムとは、それが活性状態（黒）から非活性状態（白）になり、再び活性状態（黒）に戻るまでにかかる時間で評価する。通常、ミリ秒(ms)単位で計測される。その数値が小さければ、状態変化が高速であることを意味し、動画像がより自然に見える。
古いディスプレイ装置ほどレスポンスタイムが長く、動きの激しい画像でブレが発生しやすく、映画などの鑑賞に向いていない。最近のLCDはその点で改善されているものが多い。
一般に8msから16msとなることが多い。ISOの標準規格では、黒から白への遷移時間をレスポンスタイムとする。しかし、通常の動画ではもっと微妙な変化の時間が問題となることが多い。最近では、Response Time Compensation(RTC)またはオーバードライブ技術により、液晶のレスポンスタイムを改善するのが一般化している。RTC技術の名称はメーカーによって異なる。
ブラウン管での画像は60Hzから80Hzの頻度で更新されるため、レスポンスタイムは12.5ms以上と言える。しかし、画面全体が毎回書き換えられるため、液晶のような問題は発生しない。これはプラズマディスプレイでも同様である（ただし、これらは逆にちらつきという問題がある）。
レスポンスタイムの長いLCDは高速描画されるコンピュータゲームには適さないことが多い。ピクセルのレスポンスタイムと、入力に対するタイムラグとは異なる。LCDには、信号が入力されてから実際に表示されるまでのタイムラグが存在する。いずれにしても、レスポンスタイムやタイムラグが大きいLCDは、高速応答性を要求される用途には適さない。また、このタイムラグは明らかにされていないことが多い。

#### 中間色から別の中間色
GTG（Gray to Gray）は中間階調応答速度を評価する。ミリ秒（ms）単位で計測される。実際に、中間色から別の中間色への変化が行われる事が多く、黒→白→黒の計測より推奨される。

#### 撮影した動画の残像を計測
MPRT(Moving Picture Response Time)は液晶の中間調における応答特性とホールド型表示に起因するぼやけを総合的に評価する。ミリ秒(ms)単位で計測される。応答性能はGTGの明るさの変化のみでの判断できないとされる。

#### オーバードライブ回路
主に中間階調の応答速度を高速化する。設定で強度を上げすぎるとオーバーシュートおよびアンダーシュートにより、本来の映像ソースにはない色が発生する。オーバードライブ回路の名称はメーカーによって異なる。